# Spogostylum velox
Spogostylum velox är en tvåvingeart som först beskrevs av Friedrich Hermann Loew 1862.  Spogostylum velox ingår i släktet Spogostylum och familjen svävflugor. Inga underarter finns listade i Catalogue of Life.